# أمامة بنت عبد السلام البعلبكية
إمامة بنت عبد السلام بـن القاضي البعلبكية ( - 744 هـ) محدثة سمعت من جدتها ست الأهل بنت علوان.